# Tomasz Kucharski
Tomasz Bogusław Kucharski (ur. 16 lutego 1974 w Gorzowie Wielkopolskim) – polski wioślarz, dwukrotny mistrz olimpijski, pięciokrotny medalista mistrzostw świata. Poseł na Sejm VIII kadencji.

## Życiorys
Absolwent Technikum Mechanicznego w Skwierzynie (1993), ukończył następnie studia na Zamiejscowym Wydziale Kultury Fizycznej w Gorzowie Wielkopolskim AWF w Poznaniu; tytuł zawodowy magistra uzyskał w 2012. Od 1987 reprezentował klub sportowy AZS-AWF Gorzów Wielkopolski.
Razem z Robertem Syczem wywalczył złote medale na igrzyskach olimpijskich w Sydney (2000) i w Atenach (2004). Startowali w konkurencji dwójek podwójnych wagi lekkiej. Wspólnie zostali również dwukrotnie mistrzami świata (1997, 1998) oraz trzykrotnie wicemistrzami świata (2001, 2002, 2003). Był też medalistą mistrzostw Polski. Po niezakwalifikowaniu się na igrzyska olimpijskie w Pekinie Tomasz Kucharski postanowił zakończyć karierę. Zatrudniony później jako dyrektor Wydziału Sportu i Turystyki w urzędzie miejskim w Gorzowie Wielkopolskim.
W wyborach samorządowych w 1998 bezskutecznie ubiegał się o mandat radnego Gorzowa Wielkopolskiego z listy Unii Wolności. W 2015 został członkiem honorowego komitetu poparcia Bronisława Komorowskiego przed wyborami prezydenckimi.
W wyborach parlamentarnych w 2015 kandydował do Sejmu z listy Platformy Obywatelskiej w okręgu lubuskim; otrzymał 7105 głosów i zdobył mandat poselski. W Sejmie VIII kadencji został członkiem Komisji Kultury Fizycznej, Sportu i Turystyki oraz Komisji Rolnictwa i Rozwoju Wsi. W wyborach w 2019 nie uzyskał poselskiej reelekcji.

## Osiągnięcia
Igrzyska olimpijskie
- 2000 – złoty medal (Sydney)
- 2004 – złoty medal (Ateny)

Medale na innych imprezach światowych
- 1997 – złoty medal mistrzostw świata
- 1998 – złoty medal mistrzostw świata
- 2001 – srebrny medal mistrzostw świata
- 2002 – srebrny medal mistrzostw świata
- 2003 – srebrny medal mistrzostw świata

## Odznaczenia
- Krzyż Oficerski Orderu Odrodzenia Polski (2004, za wybitne osiągnięcia sportowe, za zasługi w krzewieniu idei olimpijskiej)[7]
- Krzyż Kawalerski Orderu Odrodzenia Polski (2000, za wybitne osiągnięcia sportowe)[8]
- Odznaka Honorowa za Zasługi dla Województwa Lubuskiego (2006)[9]